# Vălcitrăn, Plevna
Vălcitrăn (în bulgară Вълчитрън) este un sat în comuna Pordim, regiunea Plevna,  Bulgaria. 

## Demografie
Componența etnică a satului Vălcitrăn
     Turci (1,89%)
     Bulgari (92,52%)
     Nicio identificare (4,82%)
     Altele (0,75%)
La recensământul din 2011, populația satului Vălcitrăn era de 1.057 locuitori. Din punct de vedere etnic, majoritatea locuitorilor (92,52%) erau bulgari, cu o minoritate de turci (1,89%). Pentru 4,82% din locuitori nu este cunoscută apartenența etnică.